# Atherigona cornicauda
Atherigona cornicauda este o specie de muște din genul Atherigona, familia Muscidae, descrisă de Deeming în anul 1987. Conform Catalogue of Life specia Atherigona cornicauda nu are subspecii cunoscute.